# Skidskytte vid European Youth Winter Olympic Festival 2009
Skidskytte var en av nio sporter som utövades vid European Youth Winter Olympic Festival 2009. Tävlingarna hölls i Kubalonka Cross-country and biathlon stadium i Wisła. Tävlingarna bestod av sprint, jaktstart och mixstafett. De tävlande idrottarna var födda 1991 och 1992, vilket ger en ålder på ca 17 och 18 år.

## Tävlingsschema
Tävlingarna var utlagda på tre dagar med två individuella tävlingar de första två tävlingsdagarna och stafett den sista tävlingsdagen.
| Februari  | 15 | 16 | 17 | 18 | 19 | 20 |
| --------- | -- | -- | -- | -- | -- | -- |
| Tävlingar |    |    | 2¹ | 2² |    | 1³ |

¹Sprint; damer 6km och herrar 7,5km

²Jaktstart; damer 7,5km och herrar 10 km

³Mixstafett; 4x6km

## Resultat
| Gren                     | Guld                                                                        | Silver                                                                   | Brons                                                                       |
| Sprint (6 km) Damer      | Christina Maierhofer                                                        | Irene Cadurich                                                           | Birgit Riesle                                                               |
| Jaktstart (7,5 km) Damer | Ingela Andersson                                                            | Christina Maierhofer                                                     | Irene Cadurich                                                              |
| Sprint (7,5 km) Herrar   | Mikko Repo                                                                  | Steffen Bartcher                                                         | Ilia Popow                                                                  |
| Jaktstart (10 km) Herrar | Mikko Repo                                                                  | Mariusz Hol                                                              | Florent Claude                                                              |
| Mixstafett (4x6km)       | Tyskland Christina Maierhofer Jennifer Horn Johannes Kuhn Steffen Bartscher | Ryssland Olga Galich Anastasia Mikhaylova Iakov Nekrasov Ivan Pichuzhkin | Norge Mari Sandeggen Karoline Birkeland Velte Sjåsta Chritiansen Marius Hol |

## Medaljfördelning
| Pl. | Nation    | Guld | Silver | Brons | Totalt |
| --- | --------- | ---- | ------ | ----- | ------ |
| 1   | Tyskland  | 2    | 2      | 1     | 5      |
| 2   | Finland   | 2    | 0      | 0     | 2      |
| 3   | Sverige   | 1    | 0      | 0     | 1      |
| 4   | Norge     | 0    | 1      | 1     | 2      |
| 4   | Schweiz   | 0    | 1      | 1     | 2      |
| 6   | Frankrike | 0    | 0      | 1     | 1      |
| 6   | Ryssland  | 0    | 0      | 1     | 1      |